# D. B. Cooper
D. B. Cooper es el nombre atribuido a un hombre que secuestró un avión Boeing 727 en los Estados Unidos el 24 de noviembre de 1971, recibió un rescate de doscientos mil dólares y saltó en paracaídas desde la aeronave. El nombre que el secuestrador usó para abordar el avión fue Dan Cooper. Sin embargo, las iniciales «D. B.» se asociaron permanentemente con el secuestrador debido a un error de comunicación con la prensa, que tuvo conocimiento de que poco después del secuestro el FBI había interrogado a un hombre de Portland llamado D. B. Cooper, quien nunca fue considerado un sospechoso importante.
La forma en la que Cooper escapó de la justicia así como la incertidumbre sobre su paradero continúan intrigando al público. El caso de Cooper, cuyo código es «Norjak» en el FBI, es el único caso de piratería aérea sin resolver en los Estados Unidos y es uno de los pocos de ese tipo que quedan sin resolver en todo el mundo junto al vuelo 370 de Malaysia Airlines.
A pesar del gran número de pistas que se han encontrado con el paso de los años, no se ha encontrado evidencia concluyente sobre la identidad del secuestrador y su paradero. Existen múltiples teorías de lo que pudo haber sucedido tras el salto, pero el FBI cree que Cooper no sobrevivió. A finales de 1978, cerca del área donde se cree que aterrizó el secuestrador, se descubrió un cartel en el que había indicaciones para abrir las compuertas traseras de un Boeing 727. Asimismo, en febrero de 1980, en las orillas del río Columbia, un niño de ocho años encontró 5880 USD en billetes de 20 dólares que resultaron ser parte del rescate pagado. El resto del dinero no ha sido recuperado.
En octubre de 2007, el FBI declaró que había obtenido un perfil parcial del ADN de Cooper a partir de la corbata que había dejado en el avión.  La agencia reabrió el caso publicando nueva información y varios retratos que nunca antes habían sido mostrados al público con el objetivo de tratar de obtener nuevas pruebas que llevaran a su identificación. En la rueda de prensa, el FBI reiteró que cree que Cooper murió tras el salto, pero que continuaban investigando su identidad. El 12 de julio de 2016, la agencia anunció que daba por terminada la investigación activa en el caso para enfocarse en casos más prioritarios.

## Secuestro
El miércoles 24 de noviembre de 1971, un día antes del día de Acción de Gracias en Estados Unidos, un pasajero que viajaba bajo el nombre de Dan Cooper abordó un Boeing 727-100 en el vuelo 305 (número de registro de la FAA N467US) de Northwest Orient (posteriormente Northwest Airlines) que partía del Aeropuerto Internacional de Portland con destino a Seattle, Washington. Dan Cooper fue descrito como un hombre de unos 45 años, con una altura entre 1,78 y 1,83 metros que ese día llevaba una gabardina negra, mocasines, traje oscuro, camisa blanca, corbata negra, gafas de sol oscuras y un alfiler de corbata hecho de madreperla. Se sentó en la parte trasera del avión en el asiento 18C y después de que la nave despegara, le entregó una nota a la auxiliar de vuelo Florence Schaffner, que se encontraba sentada en un asiento plegable cerca de la salida trasera, justo a la derecha del asiento de Cooper. Ella pensó que se trataba de su número de teléfono, por lo que guardó la nota en su bolsillo sin leer su contenido. Sin embargo, Cooper se le acercó y le dijo: «Señorita, mejor lea lo que hay en esa nota. Tengo una bomba». En el mensaje estaba escrito: «Tengo una bomba en mi maletín. La usaré si es necesario. Quiero que se siente junto a mí».
La nota también pedía doscientos mil dólares en billetes sin marcar y dos sets de paracaídas (dos paracaídas de espalda y dos paracaídas de emergencia) y explicaba detalladamente cómo se debían entregar estos objetos una vez que el avión aterrizara en el Aeropuerto Internacional de Seattle-Tacoma; si no se cumplían sus demandas, haría estallar el avión. Cuando la auxiliar de vuelo informó a la cabina de vuelo sobre Cooper y sus demandas, el piloto, William Scott, contactó con el control del tráfico aéreo de Seattle-Tacoma, quienes a su vez se pusieron en contacto con la policía de Seattle y el FBI. La agencia se puso en contacto con el presidente de Northwest Orient, Donald Nyrop, quien pidió a Scott que cooperase con el secuestrador. El piloto ordenó a Schaffner volver a la parte trasera del avión y sentarse junto a Cooper para tratar de averiguar si la bomba era real. Cuando el secuestrador descubrió las intenciones de la auxiliar de vuelo, abrió su maletín momentáneamente, lo suficiente para que ella viera varios cilindros rojos, una gran batería y cables, convenciéndose de que la bomba era verdadera. Cooper le ordenó que le dijera al piloto que no aterrizara hasta que el dinero y los paracaídas estuvieran listos en el aeropuerto. Schaffner regresó a la cabina para entregar las instrucciones del secuestrador.

### Intercambio de pasajeros

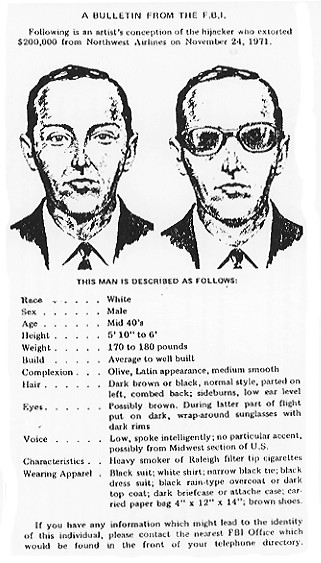
Póster editado por el FBI para la captura de D. B. Cooper

Después de que las demandas fueron comunicadas a las autoridades, el avión empezó a sobrevolar el Puget Sound, un estrecho marítimo cerca de Seattle. Mientras recolectaban el dinero, los agentes del FBI siguieron las instrucciones de usar solo billetes sin marcar, pero decidieron usar billetes impresos principalmente en 1969 y con números de serie empezando con la letra L, emitidos por el Banco de la Reserva Federal de San Francisco. Asimismo, los agentes pasaron rápidamente los diez mil billetes de 20 dólares por un dispositivo Recordak para crear una fotografía en microfilm de cada uno y así grabar los números de serie. Las autoridades inicialmente pretendían usar paracaídas militares de la Base de la Fuerza Aérea McChord, pero Cooper especificó que quería paracaídas civiles que tuvieran cordones de apertura manuales. La policía de Seattle encontró unos ejemplares como los que exigía el secuestrador en una escuela local de paracaidismo.
Mientras tanto, Cooper permaneció sentado en el avión bebiendo un cóctel de bourbon whisky con soda de limón por el que ofreció pagar. Tina Mucklow, una auxiliar de vuelo que permaneció junto al secuestrador la mayor parte del tiempo, lo describió como una persona agradable y lo suficientemente considerada para pedir que le dieran comida a la tripulación después del aterrizaje en Seattle. Sin embargo, los investigadores del FBI afirmaron que el secuestrador era obsceno y que usaba «malas palabras». A las 17:24, el control de tráfico del aeropuerto le comunicó a Scott que las demandas de Cooper habían sido cumplidas. Entonces el secuestrador permitió al piloto aterrizar. El avión tocó tierra a las 17:39. Posteriormente, Cooper ordenó a Scott que llevara la aeronave a una sección remota de la pista y que atenuara las luces en la cabina para evitar a los francotiradores de la policía. Asimismo, pidió al control de tráfico que enviara a una persona a entregar los doscientos mil dólares y los paracaídas. La persona elegida, un empleado de Northwest Orient, se acercó hasta el avión y entregó los objetos a la auxiliar de vuelo Mucklow a través de las escaleras traseras. Pocos minutos después, Cooper liberó a los 36 pasajeros y a Schaffner, pero retuvo al piloto Scott, a Mucklow, al primer oficial Bob Rataczak y al ingeniero de vuelo H. E. Anderson.
En ese momento, los agentes del FBI desconocían las intenciones del secuestrador y estaban perplejos por su demanda de cuatro paracaídas. Asimismo, se preguntaban si tendría un cómplice a bordo o si los paracaídas eran para los cuatro miembros de la tripulación que permanecían con él. Nunca antes había intentado nadie saltar en paracaídas desde un avión comercial secuestrado. Mientras la aeronave era reabastecida, un oficial de la Administración Federal de Aviación que quería explicar al secuestrador las implicaciones legales de la piratería aérea caminó hasta la puerta del avión y pidió permiso a Cooper para abordar el avión, pero este se lo negó al instante. Una bolsa de vapor en el motor del camión con gasolina retrasó el proceso de reabastecimiento y Cooper empezó a sospechar cuando, después de quince minutos, no habían acabado. El secuestrador amenazó nuevamente con hacer estallar el avión, por lo que los encargados del abastecimiento aceleraron la tarea, hasta completarla.

### De vuelta en los aires
Después del reabastecimiento y de una inspección detallada del dinero y los paracaídas, Cooper ordenó a la tripulación despegar nuevamente a las 19:40. También decidió que volaran con rumbo a la Ciudad de México, a una velocidad relativamente baja de 170 nudos (320 km/h), a una altitud de 3000 m (la altitud normal de crucero es entre 7600 y 11 000 m), con los trenes de aterrizaje desplegados y con 15 grados de flaps. Sin embargo, el primer oficial Rataczak le dijo que el avión solo podría volar 1600 km en esas condiciones, por lo que Cooper y la tripulación discutieron otras rutas antes de decidir volar hasta Reno, Nevada, en donde se reabastecerían nuevamente. También decidieron volar en la ruta Victor 23, una ruta aérea federal que transcurre al oeste de la cordillera de las Cascadas. Asimismo, Cooper ordenó a Scott que dejara la cabina despresurizada, ya que esto evitaría una salida violenta de aire y facilitaría la apertura de cualquier puerta para saltar en paracaídas.
Inmediatamente después del despegue, Cooper pidió a Mucklow, quien había estado sentada junto a él, que volviera a la cabina y que permaneciera allí. Antes de que pasara tras las cortinas que separaban la primera clase de la clase económica, la auxiliar de vuelo vio al secuestrador atando algo a su cintura. Momentos más tarde, en la cabina, la tripulación observó una luz intermitente indicando que Cooper intentaba abrir la puerta trasera de la aeronave. A través del interfono, Scott le preguntó si había algo que pudieran hacer por él, a lo que el secuestrador respondió: «¡No!».

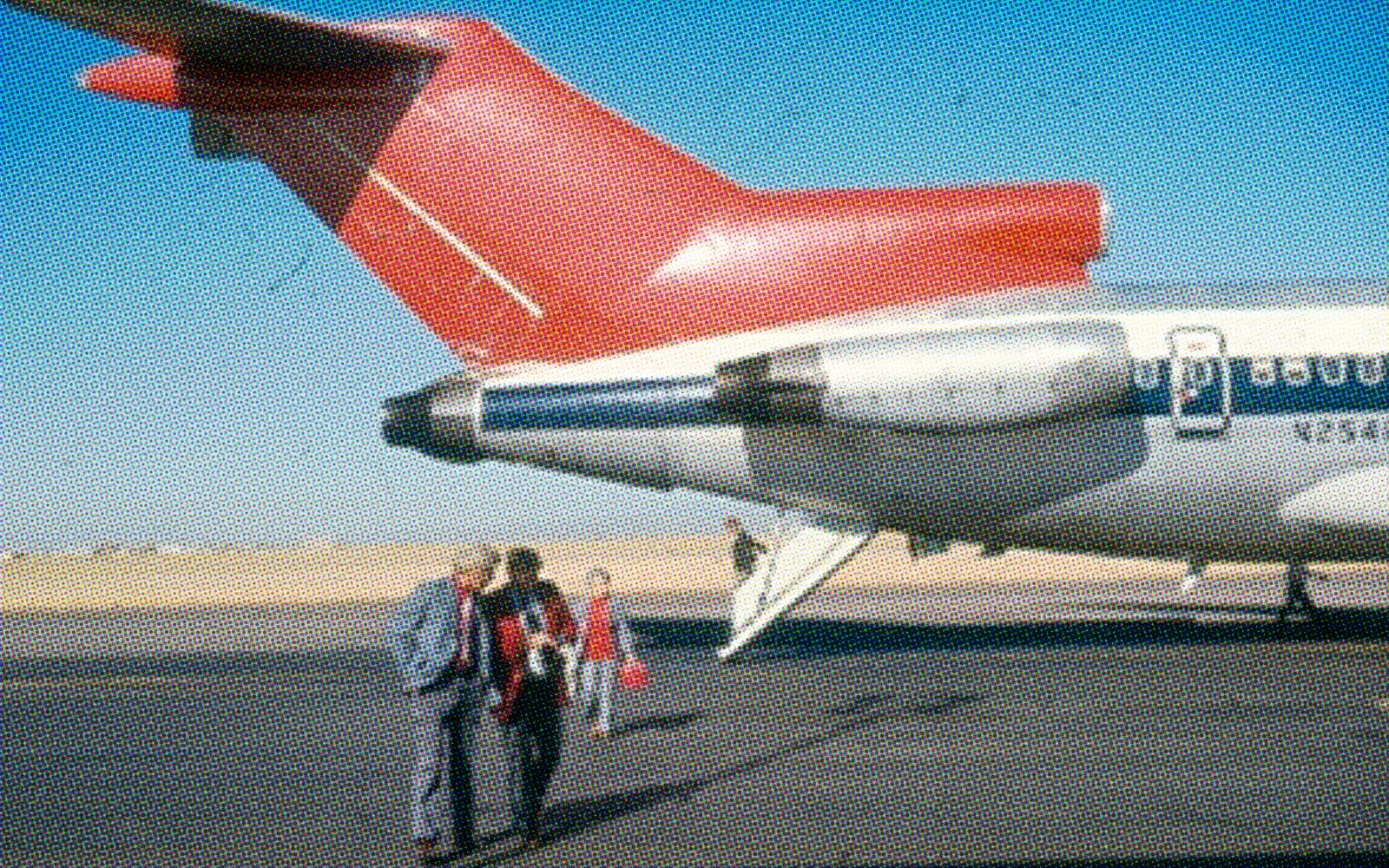
Boeing 727, con la puerta trasera abierta.

La tripulación empezó a notar un cambio de presión en la cabina. Cooper había abierto la puerta trasera y había saltado del avión. Esta fue la última vez que se supo de él. El FBI cree que el salto se realizó a las 20:13 sobre el suroeste del estado de Washington, ya que a esta hora las escaleras traseras se sacudieron, posiblemente en el instante en que abandonó la aeronave. En ese momento, el avión estaba volando a través de una tormenta, y la nubosidad impedía ver el suelo. Debido a la mala visibilidad, los aviones de caza F-106 que seguían a la aeronave no se dieron cuenta del salto del secuestrador. Inicialmente se creyó que había aterrizado al sureste del área no incorporada de Ariel (Washington), cerca del lago Merwin, 48 km al norte de Portland (Oregón). Teorías posteriores, basadas en varias fuentes tales como el testimonio del piloto de Continental Airlines, Tom Bohan —quien volaba a 1200 metros sobre el vuelo 305 y 4 minutos detrás del mismo—, ubican la zona del aterrizaje a 32 km al este de ese punto.
Después de dos horas y media del despegue en Seattle, el avión, con la compuerta trasera abierta, aterrizó en Reno a las 22:15. El aeropuerto y la pista fueron rodeados por agentes del FBI y de la policía local. Tras comunicarse con el capitán Scott, se determinó que Cooper había abandonado la aeronave y los agentes abordaron el avión para buscar cualquier evidencia que hubiera dejado, encontrando varias huellas dactilares, una corbata con un alfiler de madreperla, dos de los cuatro paracaídas y ocho colillas de cigarrillos. Sin embargo, no había rastro del maletín del secuestrador, del dinero, de la bolsa que lo contenía ni de los dos paracaídas restantes. Las personas que habían interactuado con Cooper a bordo del avión y en tierra fueron interrogadas para crear un retrato robot. La mayoría de los testigos proporcionaron la misma descripción, por lo que el FBI estima que el retrato es una representación fiel de Cooper y lo utiliza en todos los pósteres en los que se requiere su captura.

## Desaparición

Animación del salto de Cooper desde la puerta trasera del Boeing 727. La puerta no había sido diseñada para ser abierta durante el vuelo y era operada por gravedad, por lo que permaneció abierta hasta que el avión aterrizó.

Aunque a finales de 1971 y principios del año siguiente se llevaron a cabo diversas búsquedas aéreas y terrestres en un área de 73 km² en donde se creía que Cooper había aterrizado, no se encontró ningún rastro del secuestrador o de su paracaídas. La velocidad del avión (91 metros por segundo), las diferencias de altitud y la incertidumbre del momento del salto dificultaron la determinación del punto exacto de aterrizaje. Debido a esto, el FBI cree que Cooper no sabía dónde iba a aterrizar, por lo que probablemente no había un cómplice en tierra que lo ayudase a escapar. Inicialmente, el FBI trabajó junto a los policías de los condados de Clark y Cowlitz, quienes realizaron búsquedas a pie y en helicóptero. Otros patrullaron el Lago Merwin y el Lago Yale en botes. Pese a que con el paso del tiempo no aparecía ningún tipo de pistas, la llegada del deshielo con la primavera boreal favoreció que se realizara una búsqueda terrestre extensiva, llevada a cabo por el FBI y más de doscientos miembros del Ejército de los Estados Unidos que estaban estacionados en Fort Lewis. La expedición examinó metro por metro del área estimada de aterrizaje durante dieciocho días consecutivos del mes de marzo y por otros dieciocho días en abril de 1972. Después de seis semanas, la búsqueda no rindió ningún resultado, por lo que existe controversia sobre si Cooper aterrizó realmente en esa área y si sobrevivió al salto. 
Mientras tanto, el FBI empezó a rastrear los diez mil billetes de veinte dólares usados para el rescate, dando a conocer los números de serie a bancos, compañías financieras y otros negocios. Asimismo, varias agencias policiales alrededor del mundo, incluyendo Scotland Yard, recibieron información sobre Cooper y los números de serie de los billetes. Durante los meses que siguieron al secuestro, Northwest Airlines ofreció una recompensa del 15% del dinero que se recuperara hasta un máximo de veinticinco mil dólares, pero la aerolínea retiró la oferta al no aparecer ninguna prueba. En noviembre de 1973, The Oregon Journal, un periódico de Portland, publicó por primera vez y con permiso del FBI los números de serie y ofreció mil dólares a la primera persona que encontrara uno de los billetes de veinte dólares. Posteriormente, el Seattle Post-Intelligencer ofreció una recompensa de cinco mil dólares por uno de los billetes. A pesar del interés desatado por estas recompensas, los periódicos nunca recibieron ninguno de los billetes del rescate. Durante la década que precedió el secuestro, la policía local y el FBI habían resuelto dos crímenes importantes en el noroeste de los Estados Unidos (un robo de banco y una extorsión) rastreando los números de serie de los billetes y en ambos casos las autoridades tardaron solo varias semanas en atrapar a los criminales que habían usado el dinero en un área cercana pocos días después del crimen, circunstancia que no ocurrió en el caso de Cooper.

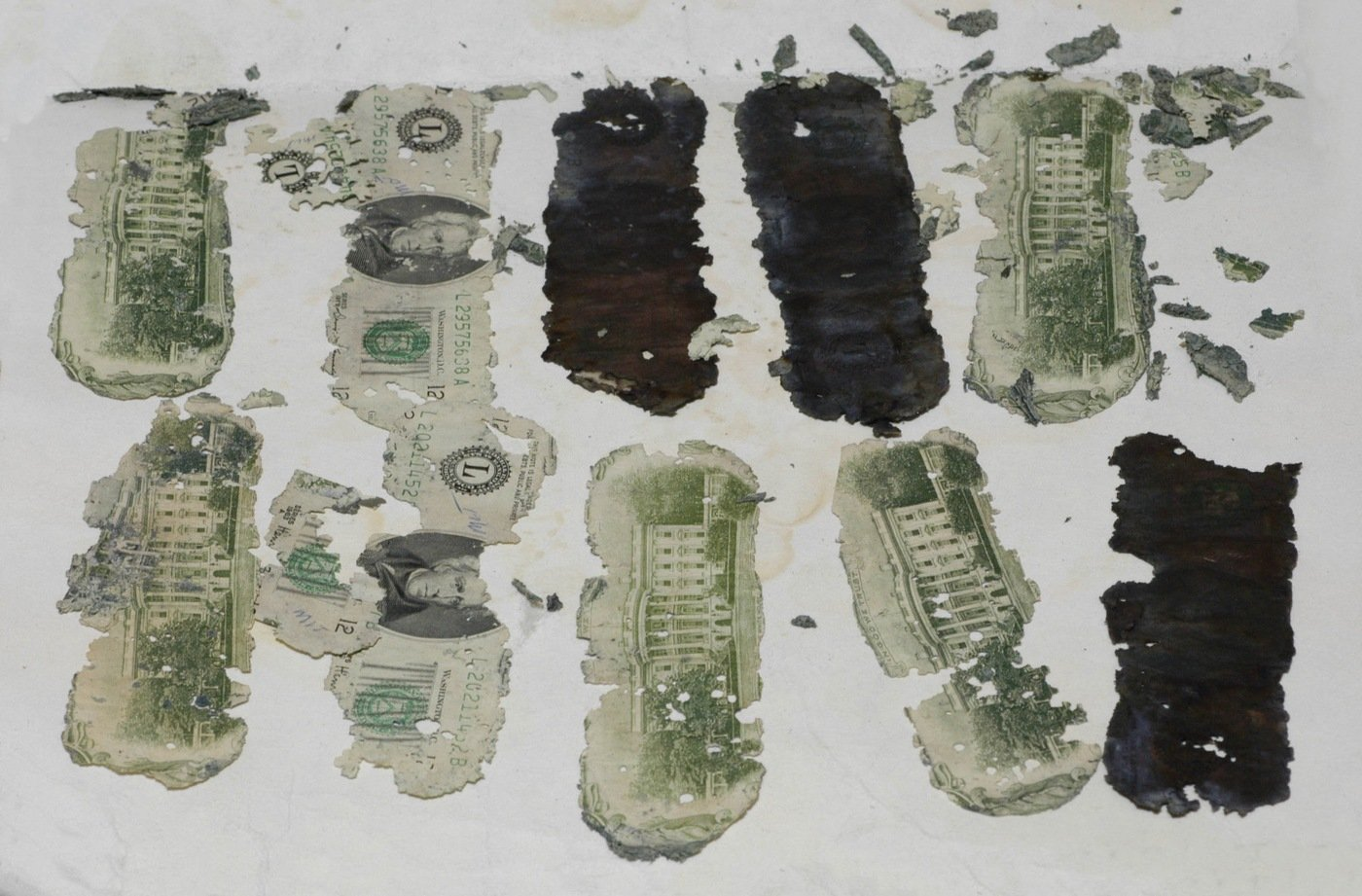
Fotografía de algunos de los billetes recuperados por Ingram en 1980.

Con el paso de los años, nuevas evidencias fueron apareciendo. A finales de 1978, un cazador que se encontraba al norte del área estimada de aterrizaje encontró un letrero con instrucciones para abrir la puerta trasera de un Boeing 727. Después de ser analizada, se determinó que pertenecía a la puerta del avión secuestrado. El 10 de febrero de 1980, Brian Ingram, un niño de ocho años que estaba de pícnic con su familia, encontró 5880 dólares en billetes semidestruidos (un total de 294 billetes de veinte dólares todavía atados en bandas elásticas) aproximadamente a doce metros de la orilla del río Columbia a ocho kilómetros al noroeste de Vancouver (Washington). Después de comparar los números de serie de estos billetes con los de los billetes entregados a Cooper, se determinó que el dinero encontrado por Ingram era parte del rescate pagado nueve años atrás. Varios científicos locales reclutados por el FBI declararon que el dinero pudo haber llegado a ese lugar después de que el Cuerpo de Ingenieros del Ejército de los Estados Unidos dragara varias secciones del río en 1974. Otros expertos, incluyendo al geólogo Leonard Palmer de la Portland State University, estimaron que el dinero tuvo que haber llegado después de que el dragado hubiera finalizado ya que Ingram encontró los billetes sobre depósitos de arcilla que habían sido sacados del río por la draga. Varios investigadores e hidrólogos creen que los billetes llegaron al río Columbia a través de uno de sus afluentes, posiblemente el río Washougal, el cual nace en el área donde se cree que aterrizó Cooper.
El descubrimiento de los 5880 dólares respaldó la teoría del FBI de que Cooper no sobrevivió al salto ya que era improbable que un criminal dejara atrás parte de un botín por el que arriesgó su vida. Las autoridades conservaron los billetes recuperados hasta 1986, cuando un tribunal repartió el dinero entre Ingram, el FBI, Northwest Airlines y su compañía de seguros. El 13 de junio de 2008, de acuerdo con los deseos de Ingram, la casa de subastas Heritage Auctions vendió quince de los billetes en Dallas (Texas) a varios compradores por un total de más de 37 000 dólares.
Con la excepción del dinero recuperado por Ingram, el resto del rescate continúa desaparecido. Los números de serie de los 9998 billetes entregados al secuestrador se encuentran en una base de datos que puede ser consultada por el público a través de un motor de búsqueda.

## Sospechosos

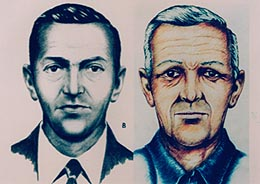
Retrato de Cooper por el FBI, con progresión de edad.

El FBI ha investigado a más de mil sospechosos y descartado a casi todos como el verdadero secuestrador. La agencia cree que Cooper estaba familiarizado con el área de Seattle, ya que reconoció desde el aire la ciudad de Tacoma (Washington) mientras el avión sobrevolaba el Puget Sound. También había comentado a la asistente de vuelo Mucklow que la Base de la Fuerza Aérea McChord estaba aproximadamente a veinte minutos del Aeropuerto Internacional de Seattle-Tacoma. Aunque inicialmente el FBI creía que Cooper podría haber sido un miembro activo o retirado de la Fuerza Aérea debido a sus conocimientos de aerodinámica y paracaidismo, esta hipótesis se descartó, ya que ningún paracaidista experimentado habría intentado un salto tan arriesgado.

### John List
En 1971, el asesino en masa John List fue considerado sospechoso del secuestro, el cual ocurrió solo quince días después de que matara a su familia en Westfield (Nueva Jersey). Su edad, rasgos faciales y complexión física eran similares a los de Cooper. El agente del FBI Ralph Himmelsbach declaró que List era un «posible sospechoso» en el caso. Cooper había solicitado doscientos mil dólares como rescate, el mismo monto que List había sustraído de la cuenta bancaria de su madre días antes de los asesinatos. Después de su captura en 1989, List negó vehementemente haber secuestrado el avión. Actualmente, el FBI no lo considera un sospechoso. List murió en prisión el 21 de marzo de 2008.

### Richard McCoy, Jr.
El 7 de abril de 1972, solo cuatro meses después del secuestro de Cooper, Richard McCoy, Jr., usando el alias «James Johnson», abordó el vuelo 855 de United Airlines durante una escala en Denver (Colorado) y, después del despegue, le entregó a la asistente de vuelo un sobre con una etiqueta donde se leía «Instrucciones de secuestro», en la que demandaba cuatro paracaídas y quinientos mil dólares. Asimismo, ordenó al piloto aterrizar en el Aeropuerto Internacional de San Francisco para reabastecer el avión. El avión secuestrado era un Boeing 727 con escaleras traseras que fueron usadas por McCoy para escapar. El secuestrador portaba una granada ligera y una pistola sin balas. El FBI encontró un mensaje escrito a mano por McCoy, así como sus huellas dactilares en una revista que había estado leyendo, las cuales fueron usadas posteriormente para identificarlo.[cita requerida]
La policía empezó la investigación después de recibir un aviso del patrullero Robert Van Ieperen, quien era amigo del secuestrador. Al parecer, después del secuestro perpetrado por Cooper, McCoy dijo que Cooper debería haber pedido quinientos 
mil dólares en lugar de doscientos mil dólares. Cuando se dio el secuestro del vuelo 855, Van Ieperen reportó el comentario al FBI. El sospechoso estaba casado, tenía dos hijos, trabajaba como maestro en una Escuela Dominical mormona y estudiaba ciencias policiales en la Universidad Brigham Young. También era veterano de la Guerra de Vietnam, tenía experiencia como piloto de helicóptero y era un avezado paracaidista.
El 9 de abril de 1972, McCoy fue arrestado por el secuestro del vuelo 885 después de que su escritura y huellas dactilares fueron comparadas con las que se encontraron en el avión. El FBI encontró dentro de su casa un overol de paracaidista y una bolsa de lona con 499 970 dólares en efectivo. Aunque se declaró inocente, fue condenado a 45 años de prisión. Estando encarcelado, fabricó una pistola falsa usando relleno dental que obtuvo gracias a su acceso a la oficina dental de la prisión y escapó junto a un grupo de convictos en agosto de 1974 robando un camión de basura y estrellándolo contra las puertas de la prisión. El FBI logró localizarlo tres meses más tarde, en Virginia. McCoy se enfrentó a los agentes del FBI que lo esperaban en su casa y resultó herido de muerte cuando el agente Nicholas O'Hara le disparó con una escopeta.
En 1991, Bernie Rhodes y el exagente del FBI Russell Calame publicaron el libro D. B. Cooper: The Real McCoy, en el cual afirmaban que Cooper y McCoy eran en realidad la misma persona, debido a las similitudes de sus modus operandi. Asimismo, la corbata que Cooper dejó en el avión era similar a la que usaban los estudiantes de la Universidad Brigham Young, y McCoy poseía un alfiler de corbata idéntico al que usó Cooper. Rhodes y Calame nunca participaron en la investigación del secuestro de Cooper, pero Calame era el jefe de la división del FBI en Utah que investigó y capturó a McCoy en 1972. Los autores dicen que el sospechoso «nunca admitió ni negó que fuera Cooper». Cuando se le preguntó directamente si era Cooper, el secuestrador respondió: «No quiero hablar sobre eso». El agente del FBI Larry Carr no cree que McCoy fuera Cooper, ya que no calzaba con la descripción, y además estuvo presente en la cena de Acción de Gracias de su familia en Utah el día después del secuestro original.

### Duane Weber
En julio de 2000, U.S. News & World Report publicó un artículo sobre una viuda en Pace (Florida), Jo Weber, quien afirmaba que su esposo, Duane L. Weber (nacido en Ohio en 1924), le había dicho, antes de morir el 28 de marzo de 1995, que él era Dan Cooper. Jo empezó a sospechar y decidió investigar el pasado de su esposo, que había estado en el Ejército durante la Segunda Guerra Mundial y que posteriormente estuvo recluido en una prisión cerca del Aeropuerto de Portland. Weber declaró que su esposo en una ocasión habló, durante una pesadilla, sobre saltar de un avión y dejar sus huellas dactilares en las escaleras traseras. Igualmente, recordaba que poco antes de su muerte Duane le había revelado que una vieja lesión en la rodilla había sido causada por un salto desde un avión.
Weber también narró cómo, durante unas vacaciones en 1979, ambos viajaron a Seattle («un viaje sentimental», de acuerdo con Duane) y visitaron el río Columbia. Recordó que Duane fue a caminar solo por los bancos del río, cerca del área en donde Brian Ingram había encontrado los billetes de Cooper unos meses antes. Jo obtuvo un libro sobre Cooper de la biblioteca local, y descubrió que la escritura del secuestrador era igual a la de su marido. Después de esto, escribió a Ralph Himmelsbach, el agente que estuvo a cargo del caso de Cooper, quien aceptó que parte de la evidencia circunstancial sobre Weber calzaba en el perfil del secuestrador.[cita requerida]
Sin embargo, el FBI dejó de investigar a Weber en julio de 1998, debido a la falta de pruebas concluyentes. La agencia comparó las huellas de Weber con las que se encontraron en el avión secuestrado, pero no concordaron. En octubre de 2007, el FBI declaró que una muestra parcial de ADN tomada de la corbata que Cooper dejó en el avión no pertenecía a Weber.

### Kenneth Christiansen
En el número del 29 de octubre de 2007, la revista New York publicó una historia sobre Kenneth P. Christiansen, quien había sido identificado por la firma de investigadores Sherlock Investigations como sospechoso en el caso de Cooper. Christiansen era un exparacaidista militar, había trabajado en una aerolínea y además había vivido en Washington cerca del sitio del secuestro, por lo que conocía el terreno. También bebía bourbon whisky, fumaba y sus rasgos faciales eran similares a los del retrato robot. Un año después del secuestro, Christiansen había comprado con efectivo una propiedad. En 2010, Robert Blevins, un escritor de Seattle, y Skipp Porteous, un detective de la agencia privada Sherlock Investigations, publicaron un libro titulado Into The Blast - The True Story of D. B. Cooper, en el que argumentaban que Christiansen era el verdadero D. B. Cooper. Sin embargo, el FBI descartó a Christiansen como sospechoso, ya que su complexión, su estatura, su peso y su color de ojos no coincidían con las descripciones dadas por los pasajeros del vuelo 305.

### William Gossett
El 4 de agosto de 2008, The Canadian Press reportó que un abogado de Spokane (Washington) creía que el dinero del rescate estaba guardado en una caja de seguridad en un banco de Vancouver, Columbia Británica, bajo el nombre de William Gossett, un profesor universitario de Ogden (Utah) que había muerto en 2003. El abogado Galen Cook dijo que la apariencia de Gossett coincidía con la de los retratos de Cooper. Supuestamente, Gossett había presumido ante sus hijos del secuestro y les mostró la llave de una caja de seguridad. Decía que Gossett confesó el crimen a dos personas (un juez y un abogado) y que su hijo también creía firmemente que su padre era el secuestrador.

## Repercusiones

### Efecto en las aerolíneas
El secuestro provocó que se dieran grandes cambios en la seguridad de los vuelos comerciales, principalmente la adición de detectores de metal en los aeropuertos, nuevas reglas de seguridad de vuelo instauradas por la FAA y modificaciones en el diseño Boeing 727. Después de tres secuestros similares en 1972, la Administración Federal de Aviación exigió que todos los Boeing 727 estuvieran equipados con un mecanismo conocido como el «Cooper vane», una cuña aerodinámica que impide que las escaleras traseras de un avión sean abiertas durante el vuelo.

### Nueva evidencia y esfuerzos recientes del FBI
El 1 de noviembre de 2007, el FBI publicó información sobre una evidencia del caso que no había sido revelada al público anteriormente. La institución exhibió el tiquete aéreo de Cooper, el cual había costado 18,52 dólares. También reveló que el secuestrador había solicitado dos paracaídas de espalda y dos paracaídas de emergencia. Sin embargo, las autoridades le habían entregado inadvertidamente un paracaídas falso que era usado para dar demostraciones en clase. Este paracaídas no se encontró en el avión después del secuestro y algunos piensan que Cooper no se dio cuenta de que no funcionaba. El otro paracaídas de emergencia, que funcionaba adecuadamente, se encontró abierto en el avión con la cubierta cortada, por lo que se cree que Cooper lo usó para asegurar la bolsa del dinero.
El 31 de diciembre de 2007, el FBI publicó un comunicado de prensa en Internet que contenía fotografías inéditas y nueva información del caso, con la intención de encontrar nueva evidencia sobre el secuestro y la identidad de Cooper. En el comunicado de prensa, el FBI descartó la teoría de que Cooper era un paracaidista experimentado. Aunque inicialmente habían creído que Cooper debería haber tenido entrenamiento para lograr el secuestro, un análisis detallado de los eventos hizo que el FBI modificara su teoría. Los investigadores comentaron que ningún paracaidista con experiencia intentaría saltar en medio de una tormenta y sin una fuente de luz. Asimismo, los investigadores creen que, aunque Cooper tenía prisa por escapar, un paracaidista experimentado se hubiera detenido a examinar su equipo.
El agente especial Larry Carr propuso la teoría de que Cooper tomó su nombre de Dan Cooper, un héroe de tiras cómicas francocanadienses, que es miembro de la Real Fuerza Aérea Canadiense y aparece saltando de un avión en la portada de una revista.

### Cierre del caso
El 12 de julio de 2016, el FBI anunció que daba por terminada la investigación activa en el caso, mencionando la necesidad de enfocarse en «prioridades más urgentes», pero que, en caso de que surgiera evidencia física específica al caso, debía presentarse a la agencia.

## Fenómeno cultural
El escape sin precedentes de Cooper impactó considerablemente la cultura popular. Se han creado canciones, obras literarias y películas basadas o inspiradas por el famoso secuestrador. Entre las novelas basadas en el secuestro están Free Fall (1990), de J. D. Reed; D. B.: A Novel, de Elwood Reid, y Sasquatch, de Roland Smith. Asimismo, se han filmado varias películas y programas televisivos.
En 1981, se estrenó The Pursuit of D. B. Cooper, con Treat Williams como personaje principal y Robert Duvall como el investigador de seguros que lo persigue.
El agente Dale Cooper de la serie Twin Peaks se llama así por D. B. Cooper, siendo su nombre completo Dale Bartholomew Cooper.
Durante la quinta temporada de la serie NewsRadio, hubo tres episodios dedicados al misterio detrás del secuestro.
En la serie Prison Break, el personaje Charles Westmoreland (interpretado por Muse Watson), quien inicialmente niega ser D. B. Cooper, admite ser el secuestrador al final de la primera temporada. Durante la segunda temporada, se retomará el tema, pues esta vez los hermanos Scofield y sus acompañantes buscarán el dinero (5 millones) que él enterró en Tooele, Utah. 
La película cómica de 2004 De perdidos al río gira alrededor de un grupo de amigos que van en busca del dinero de Cooper.
En la primera interacción entre Walter White con Saul Goodman en la serie Breaking Bad, Walter aparece con una gorra y anteojos grandes para no ser reconocido, debido a esto Saul le hace un chiste diciendo que debería llamar al FBI y decirles que "encontró a D. B. Cooper". En un capítulo de la cuarta temporada de Better Call Saul, un delincuente al que Saul Goodman contrata para su seguridad personal mientras vende celulares es atrapado por la policía, y asegura que, si escapa de la cárcel, no lo atraparán "como no atraparon nunca a D. B. Cooper".[cita requerida]
En la serie animada We Bare Bears el oso Pardo encuentra un maletín con el nombre de D.B Cooper escrito en él.
En la serie Loki de Disney+ estrenada en 2021, se hace referencia a este caso atribuyendo el secuestro al Dios del engaño, que tras saltar del avión es absorbido por el Bifröst de vuelta a Asgard.
Igualmente, se han escrito numerosas canciones, incluyendo «D. B. Cooper», de Todd Snider; «The Ballad of D. B. Cooper», de Chuck Brodsky, y «Bag Full of Money», de Roger McGuinn.